# 20591 Саміргупта
20591 Саміргупта (20591 Sameergupta) — астероїд головного поясу, відкритий 9 вересня 1999 року.
Тіссеранів параметр щодо Юпітера — 3,409.